# Šandal, Stropkov
Šandal este o comună slovacă, aflată în districtul Stropkov din regiunea Prešov. Localitatea se află la altitudinea de 252 m deasupra n.m., se întinde pe o suprafață de 10,89 km2 și în 2017 număra 325 de locuitori.

## Istoric
Localitatea Šandal este atestată documentar din 1391.

## Demografie
| An:                | 1994 | 2004   | 2014 | 2024   |
| ------------------ | ---- | ------ | ---- | ------ |
| Număr de persoane: | 315  | 300    | 312  | 318    |
| Diferență:         |      | −4,76% | +4%  | +1,92% |

| An:                | 2023 | 2024   |
| ------------------ | ---- | ------ |
| Număr de persoane: | 316  | 318    |
| Diferență:         |      | +0,63% |